# 张志让
张志让（1893年12月28日—1978年5月3日），字季龙，男，江苏常州人，中国法学家、教育家。

## 生平
民国四年（1915）畢業于复旦公学，六年（1917）于美国加利福尼亚大学毕业，八年（1919）于哥伦比亚大学法律系毕业。十年（1920）在柏林洪堡大学法学系进修，次年毕业归国，先后任北京大学及上海东吴大学教授、复旦大学法学院院长。民国十五年（1926年），當時正值国民革命军北伐，经族弟张太雷介绍到武汉国民政府最高法院工作，并在张太雷的引导下为中共工作。
九一八事变后参加抗日救亡示威大游行，民国二十五年（1936年）在上海参加各界救国联合会活动。11月23日营救遭国民政府逮捕的沈钧儒等“七君子”。他担任辩护律师。西安事变后七君子被释放，随即应邀参加了蒋介石召开的庐山谈话会，在开幕会上，张志让率先起立发言，力主对日抗战。淞滬會戰爆發後在上海各界后援会负责抗日宣传工作，上海被日軍攻佔后到武汉参加由周恩来领导的军事委员会政治部担任第三厅任第一科科长並负责宣传工作。武汉被日軍攻佔后前往桂林，在經李宗仁允許下创设和主编《抗战周报》、《宪政月刊》，进行抗日宣传及征兵工作。
抗战胜利后在中华民国教育部担任常任次长，并营救被國民黨針對的中共地下党员和親共人士。 国共和谈破裂后张志让回到上海，仍任复旦大学法学院院长，发起组织“上海各大学民主教授联谊会”並擔任主席。中國共產黨接管上海前夕，张志让拒絕撤往台湾。
中华人民共和国成立后，张志让出任該國第一任大法官，并任复旦大学校务委员会主任委员，法学院教授，从事法学研究和审判工作。1954年，他参加制订中华人民共和国第一部宪法。曾多次出席国际性法律会议和进行访问。曾出席中国人民政治协商会议第一届全体会议，被选为第一、二、三、四届全国人民代表大会代表，历任中国人民政治协商会议第五届全国委员会常务委员，第二、三届全国人民代表大会法案委员会委员，政务院政治法律委员会委员、法制委员会委员，最高人民法院副院长、中国政治法律学会副会长、中國—斯里蘭卡友好协会会长等职。
张志让喜好历史、诗词，并精通英文、德文，晚年还学习俄文，能读原著。
1978年5月3日病逝于北京。鄧小平等黨和國家領導人参加追悼会。